# Torre UniCredit
De Torre UniCredit is een 231 meter hoge wolkenkrabber in de Italiaanse stad Milaan. De toren staat pal ten oosten van het treinstation Milano Porta Garibaldi en is onderdeel van een geheel van kantoorgebouwen in de direct aangrenzende Milanese zakenwijk Porta Nuova.

## Bouw
De wolkenkrabber werd tussen 2009 en 2011 gebouwd voor de grootste bank van het land, UniCredit, die in het kantoorgebouw zijn Milaans hoofdkwartier vestigde. De exploitant die verantwoordelijk is voor de realisatie van het project is het vastgoedbedrijf Hines Italia.

## Ontwerp
De toren maakt deel uit van een eco-duurzaam complex van drie gebouwen van verschillende hoogte, gerangschikt in een halve cirkel rond het Gae Aulenti-plein, alle ontworpen door de Argentijns-Amerikaanse architect César Pelli, met ingenieurstechnieken door MSC Associati uit Milaan. De drie torens zijn:
- UniCredit Tower: 31 verdiepingen, 129,2 meter hoog, 35.300 m²
- Toren B: 21 verdiepingen, 100 meter hoog, 23.200 m²
- Toren C: 11 verdiepingen, 50 meter hoog, 16.600 m²

De tertiaire oppervlakte van het complex meet ongeveer 50.500 m²; de commerciële zone, ontwikkeld in een sokkel op de twee niveaus eronder, ongeveer 6.370 m². Er werken 4.000 mensen in het gebouw.
De torenspits werd afgewerkt in geperforeerd staal, een keuze om de vorming van ijs, en zo een impact op gewicht en stabiliteit, te voorkomen.
De torenspits is volledig bedekt met led-verlichting, waardoor hij 's nachts continu verlicht wordt, veelal in meerdere kleuren. Een van de gebruikelijke displays is die van de Italiaanse vlag. De kleuren kunnen ook worden aangepast aan een gebeurtenis. Tijdens de kerstperiode van 2013 werd het bijvoorbeeld groen verlicht om een kerstboom te vertegenwoordigen, terwijl het in de nacht van 14 op 15 juni 2014 rood werd verlicht om de 150 jaar van het Italiaanse Rode Kruis te vieren. Op de avond van 14 november 2015 werd de torenspits verlicht met de kleuren van de Franse vlag om de condoleances van Italië te vertegenwoordigen voor de slachtoffers van de aanslag in Stade de France en in het Bataclan-theater in Parijs, die de avond ervoor had plaatsgevonden. Op 13 juni 2016 werd de toren verlicht met de kleuren van de regenboogvlag als erkenning voor de 49 slachtoffers van de schietpartij in de nachtclub Pulse in Orlando, Florida. Sinds 2 maart 2020 werd de Italiaanse vlag ononderbroken geselecteerd in nagedachtenis van de Italiaanse slachtoffers van de coronapandemie.
De Torre UniCredit eindigde als achtste in de Emporis Skyscraper Award 2012 voor esthetische excellentie en functioneel ontwerp.

## Hoogte
De Torre UniCredit is sinds het hoogste punt bereikt werd tijdens het bouwproces, na de afwerking van de montage van de 80,5 meter hoge spits op 15 oktober 2011, het hoogste bouwwerk van Italië. Als men de hoogstgelegen verdieping, of het hoogst aantal verdiepingen bekijkt blijft de 2,5 km westelijker gelegen Milanese Torre Isozaki met 209 meter (en 259 meter met zendantenne) het hoogste Italiaanse gebouw.

## Bereikbaarheid
De torens zijn voor voetgangers via de tunnel di viale Luigi Sturzo direct bereikbaar vanuit het spoorwegstation Milano Porta Garibaldi en het metrostation Garibaldi FS dat bediend wordt door lijn 2 en lijn 5 van de metro van Milaan. Voetgangers en fietsers kunnen het complex ook veilig bereiken via de passerella ciclopedonale Gae Aulenti - Alvar Aalto, een passerelle die conflictvrije toegang en scheiding van gemotoriseerd verkeer waarborgt.